# Promise This
Promise This je píseň britské popové zpěvačky Cheryl Cole. Píseň pochází z jejíhodruhého studiového alba Messy Little Raindrops. Píseň pro Cheryl Cole napsal Wayne Wilkins.

## Hitparáda
| Žebříček  | Příčka |
| --------- | ------ |
| Anglie    | 1      |
| Irsko     | 1      |
| Skotsko   | 1      |
| Slovensko | 32     |
| Belgie    | 19     |
| Česko     | 17     |

| "Just The Way You Are" od Bruno Mars | Irské #1 hity 28. října ~ 3. listopadu 2010    | "Only Girl (In the World)" od Rihanna |
| "Just The Way You Are" od Bruno Mars | Anglické #1 hity 31. října ~ 6. listopadu 2010 | "Only Girl (In the World)" od Rihanna |